# Oxytropis vvedenskyi
Oxytropis vvedenskyi är en ärtväxtart som beskrevs av Filim. Oxytropis vvedenskyi ingår i släktet klovedlar, och familjen ärtväxter. Inga underarter finns listade i Catalogue of Life.